# Maskeradligan
Maskeradligan var en rånarliga i Sverige som var aktiv under slutet av 1980-talet och början av 1990-talet. Namnet kommer av att de utförde rånen utklädda till olika yrkesgrupper, oftast poliser. Ledare för ligan var Mats Rimdahl. Ligans tillhåll förmodades vara på Tuna, Stallarholmen. Ligan bestod av ett flertal personer, varav de flesta hade en bakgrund inom Försvarsmakten. Mats Rimdahl var före detta officer.

## Händelserna
Mats Rimdahl fick bra betyg i skolan, jobbade några år på försäkringsbolag och sökte sig sedan till det militära, där han snabbt gjorde karriär. Han spåddes en lovande karriär som yrkesbefäl. Rimdahl kom dock inte överens med befälen och slutade som vaktchef 1984. Han engagerade sig istället i hemvärnet. Även där uppstod konflikter och det var då som han, tillsammans med kamrater från uppväxten söder om Stockholm, inledde sin kriminella karriär. En kort tid efter avhoppet från det militära gjorde Rimdahl och hans kumpan Göran Axelzon inbrott på Berga örlogsskolor i ett försök att stjäla uniformer. De dömdes till ett års fängelse. Under 1985 och 1986 genomförde Rimdahl och Axelzon samt tre andra män en rad uppmärksammade rån i Stockholmsområdet. I februari 1985 rånade Rimdahl och en ligamedlem Akademibokhandeln i Stockholm på dagskassan och kom över 900 000 kronor. I mars stal man handgranater, sprängpatroner och sprängdeg ur ett hemvärnsförråd i Västerhaninge. I augusti stal man polisoveraller i polisens lokaler i Ågesta. I september lurade man en anställd på ett bilföretag att lämna ut en polisbil som var inlämnad för reparation. Samma månad, utklädda till poliser, stal Rimdahl och en ligamedlem dagskassorna i en Konsumbutik i Södertälje. I december stal Rimdahl, Axelzon och ytterligare medlemmar två personbilar i Södertälje.
I januari 1986 rånade man under vapenhot en Konsumbutik i Älta och kom över 100 000 kronor. Under samma månad rånade Rimdahl, Axelzon och en annan ligamedlem under pistolhot en Konsumbutik i Stockholm på över 300 000 kronor. Senare samma månad stal man en personbil i Solna. I februari 1986, utklädda till poliser, stoppade man två privatpersoner som rånades på över 100 000 kronor. I mars 1986 stal ligan utrustning ur en polisbil för 21 000 kronor och två personbilar. I april 1986 stal man sammanlagt fem personbilar och begick ett värdetransportrån vid Svedmyraplan i Stockholm. Samma månad rånade man två väktare på 65 979 kronor i Johanneshov. I maj stal man tre personbilar och rånade, utklädda till poliser, en värdetransportbil i Stockholm på 3,6 miljoner kronor. I juni lurade Rimdahl till sig 15 000 kronor av ett försäkringsbolag. Under 1986 hade Rimdahl vid flera tillfällen framställt falsk polislegitimation.
I september 1986 hade Rimdahl framställt falska inköpsordrar för hyra av mobiltelefoner. Samma månad, genom förfalskat id, kvitterade Rimdahl ut ammunition, rökhandgranater och Rökfackla 4 på Svea ingenjörregemente (Ing 1) i Södertälje. I oktober kvitterade Rimdahl ut två Ak 4:or, två kpistar och fyra pistoler på Livregementets grenadjärer (I 3) i Örebro. Samma månad stal han en personbil i Solna. Ligan sprängdes av polisen i september 1986. I oktober hade Rimdahl passerat tullen på Arlanda, iklädd SAS-uniform. Han greps vid en bil efter att han sprutat tårgas i ansiktet på vakthavande befälet vid Arlandapolisen.

## Ligans uppbyggnad
Ligan var uppbyggd som ett strikt affärsmässigt företag. Medlemmarna hade tjänstebilar och fri representation. Axelzon hade haft rollen som kassör med ansvar för var rånpengarna gömdes och användes. Ligans signum hade varit minutiös planering där medlemmarna repeterade kritiska moment före sina rån och ägnade timmar åt förspaning. Man hade tränat på att agera poliser genom att stoppa fortkörare på landsvägen och man hade en specialitet att klä ut sig och uppträda som snöskottare, joggare, elektriker och ett antal gånger i stulna polisuniformer och falska polisbilar. Ligan fick därav namnet Maskeradligan i media. Den inre kretsen av ligan bestod av fem personer, som alla betraktades som skötsamma och som hade vanliga jobb vid sidan om rånen.

## Dom, rymningen och gripandet
Vid sju rån kom ligan sammanlagt över cirka fem miljoner kronor. Medlemmarna dömdes till långa fängelsestraff. Rimdahl dömdes till 10 års fängelse. Efter att ha avtjänat en del av sitt straff på Norrköpingsanstalten fritogs Rimdahl och Christer Örjestam (även kallad Yxmannen) den 27 april 1988 under uppseendeväckande former av Axelzon som hade smitit från en permission. Axelzon hotade vakterna med automatvapen och lyckades med hjälp av repstegar få Rimdahl och Örjestam att klättra ut i friheten. Under flykten jagades rymlingarna av en polispatrull. Det slutade med att rymlingarna körde in i ett träd. Strax efter kom den jagande polisen ifatt och hamnade bara ett par meter bakom rymlingarnas bil. De övermannade de tre polismännen under vapenhot. Rymlingarna tog polisernas vapen samt deras polisbil. Polismännen lämnades på platsen medan rymlingarna försvann i polisbilen. De körde polisbilen till en avsides skogsväg. Där gömde rymlingarna polisbilen. Efter tre veckor på rymmen greps de den 11 maj 1988 i en lägenhet på Jarlavägen 9B i stadsdelen Brynäs i Gävle. Efter att rymlingarna försökt att bryta sig ut sköts en av dem i buken och Rimdahl i foten innan de gav upp.

Rimdahl hade också haft nära kontakter med sin gamla kumpan Göran Axelzon som var elektriker innan han började begå brott. Under åren i fängelset brevväxlade de två männen med varandra. I ett brev skrev Axelzon till Rimdahl om poliser som han retade sig på: 
| ” | Jag ska hälsa Klang att jag ångrar att jag inte körde över hans kollegor när de skulle gripa mig. Jag ska fan i mig köpa en lastbil en dag, sen kör jag över alla polisbilar jag ser. Du kan ju köra stridsvagn, varför inte sno en och ha lite kul. | „ |

I en brevväxling använde Rimdahl och Axelzon ett speciellt kodsystem. I alla brev som slutade med "hälsningar" fanns hemliga citronsyreskrifter på brevets baksida. För att kunna läsa det måste man värma brevet. I flera månader lyckades ligaledarna lura censuren på säkerhetsanstalterna. Axelzon frigavs i november 1995. Den 4 januari 1996 frigavs Rimdahl från sitt nioåriga straff och Rimdahl ändrade i samband med frigivningen sitt namn till Mats Amtun. Efter frigivningen placerades huvudmännen i ligan i familjehem i Sundborn. Under sin tid i frihet hade Rimdahl bland annat läst ekonomi på Högskolan Dalarna och sedan 1998 företags- och nationalekonomi genom korrespondens på Växjö universitet som ett led i sin rehabilitering.

## Rimdahls och Axelzons fortsatta brottskarriärer
Den 1 september 1999 greps Rimdahl och Axelzon på Sandhamnsgatan i Stockholms frihamn. De var utklädda till poliser med förfalskade polislegitimationer samt med en stulen mörkblå Volvo kombi som var falskregistrerad som polisbil. På morgonen den 3 september greps deras kumpan i sitt hem. De misstänktes för stöld alternativt häleri, grov urkundsförfalskning och föregivande av allmän ställning. Vid husrannsakningar hade man hittat en mängd konst och man beslagtog ytterligare en stulen bil som Rimdahl och Axelzon misstänktes hade falskregistrerat och använt som polisbil. Bilarna hade haft samma registreringsnummer som två av rikspolisstyrelsens civila bilar. Rimdahl, Axelzon och deras medhjälpare hade under 1998 och 1999 kartlagt flera förmögna svenskar och deras familjer. De hade plockat ut namnen genom att läsa tidningarnas topplistor över de mest förmögna svenskarna. Den 4 september 1999 häktades Rimdahl och Axelzon i Stockholms tingsrätt och deras kumpan den 6 september 1999. Den 15 november 1999 åtalades Rimdahl och Axelzon vid Södra Roslags tingsrätt misstänkta för att försökt lura ett 20-tal framgångsrika finansmän och företagsledare på miljontals kronor.
I sina lokaler på Lidingö hade polisen påträffats deras datorer och skrivare som de misstänks ha använt för att framställa falska bilregistreringsnummer och de falska id-korten. Genom så kallade målvakter hade de för sin egen räkning tömt åtta personers bankkonton på sammanlagt 1,7 miljoner kronor. De hade också försökt, utan att lyckats, ta ut pengar från åtta andra svenskars bankkonton. De misstänktes också för att ha använt sig av 15 stulna bilar värda 2,7 miljoner kronor. De åtalades för föregivande av allmän ställning, grovt häleri, häleri, grovt bedrägeri och förberedelse till grovt bedrägeri medelst grov urkundsförfalskning. De dömdes för bland annat grovt bedrägeri, grovt häleri och föregivande av allmän ställning till sex års fängelse. Rimdahl frigavs i september 2003.
Ett knappt halvår senare den 11 september 2003 greps Rimdahl på nytt på Gärdet i Stockholm. Han hade då varit efterspanad av polisen och anhållen i sin frånvaro sedan den 4 november. Rimdahl hade en falsk polislegitimation i fickan vid gripandet. Han misstänktes återigen för att planerat att lura rika svenskar på stora summor pengar. En 24-årig kumpan greps senare samma dag. De båda misstänktes för grovt bedrägeri, förberedelse till grovt bedrägeri samt urkundsförfalskning genom att med falska legitimationer ha adressändrat flera välbärgade svenskars post från deras bostäder till andra adresser. Rimdahl och kumpanen öppnade sedan posten. Man hade misstänkt att tanken var att de skulle komma över bankkontonummer som de sedan skulle länsa med hjälp av falska id-handlingar. Den 23 februari 2004 dömdes Rimdahl av Stockholms tingsrätt till fyra års fängelse för bland annat grovt bedrägeri och olaga frihetsberövande. Två kumpaner dömdes till upp till ett års fängelse för delaktighet. I oktober 2003 hade Rimdahl, tillsammans med en kumpan, kidnappat en man utanför Lovö kyrka på Lovön utanför Stockholm med hjälp av falsk polislegitimation och belagt mannen med handbojor. Han hade därefter körts till en lägenhet i Tumba och ett antal timmar senare till Föreningssparbankens kontor på Svandammsplan i Hägersten där man försökt komma åt mannens bankfack. Den 24 juni 2004 fastställde Svea hovrätt domen.
Under hösten 2008 misstänktes Rimdahl ha ingått i en liga som stulit lyxbilar i Stockholm och sålt dem utomlands. I oktober skulle polisen i Lübeck stoppa svensken, som körde en stulen Porsche Cayenne. En vild biljakt inleddes, där ligaledaren misstänks ha mejat ner en flicka på cykel innan polisen stoppade honom. Flickan fördes till sjukhus. Vid gripandet hade han en falsk svensk polislegitimation. Den 30 juni 2009 dömdes Rimdahl till tre års och tre månaders fängelse i Tyskland för vårdslöshet i trafik, medhjälp till bilstöld och medhjälp till märkesförfalskning.
Efter avtjänat straff har Rimdahl eller Amtun och senare Eriksson som han under 2000-talet ändrats sitt efternamn till återigen återfallit i brottslighet och den 6 februari 2013 greps han i Helsingborg i samband med att polisen gjorde en razzia mot en stor knarkuppgörelse där 8,7 kilo amfetamin skulle byta ägare. Rimdahl greps efter att han först försökt fly efter att tre polisbilar hade omringat honom, men fastnade med sin bil när han försökte köra genom bommar på en återvändsgata. Han gav upp efter att en av poliserna sköt ett varningsskott. I bilen hittades en pistol med lasersikte, en falsk polislegitimation och en polismössa. Vid husrannsakningar i lokaler som Rimdahl och hans kumpaner hade tillgång till hittade polisen flera vapen, ammunition, falska polislegitimationer, polisbrickor, körkort, bankkort, yrkesbevis, studentkort och parkeringstillstånd. Han och sex kumpaner åtalades för bland annat grovt narkotikabrott, grovt vapenbrott, grov urkundsförfalskning och förberedelse till grov urkundsförfalskning. Han dömdes den 2 augusti 2013 till åtta års fängelse av Helsingborgs tingsrätt för grovt narkotikabrott, grovt vapenbrott, grov urkundsförfalskning, föregivande av allmän ställning och förberedelse till grov urkundsförfalskning.
Senare blev Rimdahl anställd som lärare på Hola Folkhögskola. Efter avskedande därifrån planerade han rån med falsk polislegitimation

I december 2023 dömdes Mats Rimdahl till fem års fängelse av tingsrätten för grovt narkotikabrott och grov vårdslöshet i trafik. Domen kom efter en dramatisk biljakt där Rimdahl prejades av polisen i samband med att han vägrade stanna vid en poliskontroll i södra Stockholm. Vid tillfället upptäcktes över 2 kilo amfetamin och 30 000 kronor i kontanter i hans bil. Dessutom hittades ytterligare 8,4 kilo amfetamin och 810 narkotikaklassade tabletter i en lägenhet som Rimdahl hade nycklar till.